# Thunbergia kirkiana
Thunbergia kirkiana é uma espécie de planta com flor pertencente à família Acanthaceae.
A autoridade científica da espécie é T. Anderson, tendo sido publicada em Journal of the Linnean Society, Botany 7: 1963.

## Moçambique
Trata-se de uma espécie presente no território moçambicano, nomeadamente em Niassa e Tete (regiões como estão definidas na obra Flora Zambesiaca).
Em termos de naturalidade trata-se de uma espécie nativa.